# Kondratjuka
Kondratjuka är en kulle i Antarktis. Den ligger i Östantarktis. Nya Zeeland gör anspråk på området. Toppen på Kondratjuka är 207 meter över havet.
Terrängen runt Kondratjuka är varierad. Trakten är obefolkad. Det finns inga samhällen i närheten.